# Vlajka Aleutského okresu

Vlajka Aleutského okresu
Poměr stran: 2:3

Vlajka Aleutského okresu, jednoho z okresů (rusky rajónů) Kamčatského kraje Ruské Federace, je užívána od 1. prosince 2008. Jedná se o bleděmodrý list s poměrem stran 2:3. Jsou na ní žlutě vyobrazeni lachtan a aleutský lovec v tradičním úboru – kamlejce, v kajaku s harpunou a tradiční loveckou dřevěnou čepicí. Od poloviny žerďové části k pravému hornímu rohu vybíhá bílý trojúhelník s větrnou růžicí.
Barvy a symboly popisují národní, etnografické a ekonomické rysy  Komandorských ostrovů. Aleutský lovec symbolizuje přežití národu v drsných podmínkách života na severním pobřeží ruského dálného východu. Lachtan reprezentuje mořskou faunu, hojnost mořských živočichů na Komandorských ostrovech. Lov mořských živočichů je zde hlavní obživou. Větrná růžice je symbol objevitelů, cestovatelů, lidí s těžkým osudem, milovníků dobrodružství. Poukazuje na objevení Komandorských ostrovů slavným objevitelem Vitusem Beringem.
Modrá barva na vlajce symbolizuje upřímnost a oddanost. Bílá zas čistotu, otevřenost a usmíření. Žlutá je symbolem nejvyšších hodnot, velkorysosti, bohatství a úrody. Červená symbolizuje práci, odvahu a krásu.
Tým autorů vlajky se skládá z Konstantina Močenova (vedoucí projektu), Oksany Ofanasjevy (umělec, počítačový design) a Vjačeslava Mišiniho (odůvodnění symbolismu).